# Poposauridae
Los poposáuridos (Poposauridae) son una familia de saurópsidos arcosaurios rauisuquios  que vivieron a finales del período Triásico, desde el Carniense al Noriense, hace aproximadamente entre 228 a 203 millones de años. Se definen como el clado más inclusivo que contiene Poposaurus gracilis (Mehl, 1915) pero no a Crocodylus niloticus (Laurenti, 1768).
Los poposáuridos fueron unos grandes arcosaurios carnívoros, con un rango de longitud entre 2,5 a 5 metros que convivieron y posiblemente se alimentaron de los primeros dinosaurios en el Triásico Superior. Se conocen por fósiles de Sur y Norte América. Originalmente, Heune los considera como dinosaurios saurisquios posiblemente terópodos ya que comparten con estos últimos muchas características, en especial la cabeza y el caminar bípedo; análisis cladisticos más modernos han demostrado que tenían una posición más cercana con los cocodrilos.
Un análisis cladístico temprano de los arcosaurios cocodrilotarsianos incluyen a Poposaurus, Postosuchus, Teratosaurus y Bromsgroveia dentro de Poposauridae. Sin embargo, posteriores estudios demostraron que Teratosaurus perteneció a Rauisuchidae. Los más recientes análisis filogenéticos ubican a Postosuchus como un raisuquido o a Prestosuchidae.

## Géneros
| Género             | Estatus       | Edad               | Lugar            | Descripción               | Imágenes |
| ------------------ | ------------- | ------------------ | ---------------- | ------------------------- | -------- |
| - †Dolichobrachium | Nomen dubium. | Triásico superior  | Estados Unidos   |                           |          |
| - †Effigia         | Válido.       | Triásico superior. | Estados Unidos . | Subfamilia Shuvosaurinae. |          |
| - †Poposaurus      | Válido.       | Triásico superior  | Estados Unidos.  |                           |          |
| - †Shuvosaurus     | Válido.       | Triásico superior. | Estados Unidos.  | Subfamilia Shuvosaurinae. |          |
| - †Sillosuchus     | Válido.       | Triásico superior  | Argentina        | Subfamilia Shuvosaurinae. |          |
|                    |               |                    |                  |                           |          |